# Smeringopina beninensis
Smeringopina beninensis är en spindelart som beskrevs av Kraus 1957. Smeringopina beninensis ingår i släktet Smeringopina och familjen dallerspindlar. Inga underarter finns listade i Catalogue of Life.